# Niklas Peter von Gedda

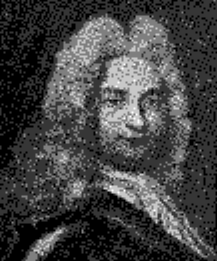
Niklas Peter von Gedda (1676–1758)

Niklas Peter von Gedda (1676–1758) – szwedzki urzędnik państwowy i dyplomata.
Baron von Gedda był szwedzkim rezydentem w Wersalu i Paryżu od 1721 roku, od 1730 ministrem pełnomocnym. Gedda współpracował często i chętnie z misją brytyjską w Paryżu. Stanisław Leszczyński przyjął go na swym dworze w Lotaryngii, a Ludwik XV uczynił francuskim baronem. W 1736 powrócił do Szwecji.